# Đồng Minh (xã)
Đồng Minh là một xã thuộc huyện Vĩnh Bảo, thành phố Hải Phòng, Việt Nam.
Xã Đồng Minh có diện tích 6,52 km², dân số năm 1999 là 7.341 người, mật độ dân số đạt 1.126 người/km².
Tại đây có làng Bảo Hà nổi tiếng về nghề truyền thống như tạc tượng, múa rối. Tương truyền, cụ Nguyễn Công Huệ là người có công sáng lập, truyền dạy nghề tạc tượng cho dân làng Đồng Minh. Năm 1991, miếu Bảo Hà, tên chính thức là Tam xã thượng đẳng từ được công nhận là Di tích Lịch sử cấp quốc gia, là nơi hội tụ tinh hoa văn hóa làng nghề.